# 모잠비크 해방전선은 영원하리
모잠비크 해방전선은 영원하리(포르투갈어: Viva, Viva a FRELIMO 비바 비바 아 프레리모[*])는 1975년 6월 25일부터 2002년 4월 30일까지 포르투갈로부터 독립한 모잠비크의 국가이다.

## 역사
1975년 6월 25일 모잠비크 인민공화국의 국가로 채택되었다. 가사는 모잠비크의 독립, 사회주의, 그리고 1975년 나라를 독립시킨 모잠비크의 주요 정당인 FRELIMO를 찬양한다.
1994년 모잠비크에서 다당제 선거가 열렸고, 그 결과 국가 가사는 다당제 자본주의 국가에서 부적절하다고 여겨져 대부분의 공개 공연과 라디오 방송에서 종종 누락되었다. 1997년 4월, 정부는 누가 국가를 위한 최고의 새로운 가사를 쓸 수 있는지 알아보기 위한 전국 대회를 시작했습니다. 처음에 이 경연은 가사를 바꾸고 멜로디를 유지하려고 했지만, 결국 멜로디에 대한 요구 사항은 철회되었다. 2002년 4월 30일 모잠비크의 국가가 되었다.

## 가사
Viva, viva a FRELIMO,
Guia do Povo Moçambicano!
Povo heróico qu'arma em punho
O colonialismo derubou.
Todo o Povo unido
Desde o Rovuma até o Maputo,
Luta contra imperialismo
Continua e sempre vencerá.
Refrão:
Viva Moçambique!
Viva a Bandeira, simbolo Nacional!
Viva Moçambique!
Que por ti o Povo lutará.
Unido ao mundo inteiro,
Lutando contra a burguesia,
Nossa Pátria será túmulo
Do capitalismo e exploração.
O Povo Moçambicano
De operários e de camponeses,
Engajado no trabalho
A riqueza sempre brotará.
Refrão

## 같이 보기
- 국가 목록